# تاکر البریزی
تاکر البریزی (به انگلیسی: Tucker Albrizzi) (زاده ۲۵ فوریه ۲۰۰۰) بازیگر آمریکایی است.

## فیلم‌شناسی
- سیکو (۲۰۰۷)
- آلوین و سمورچه‌ها ۳ (۲۰۱۱)
- ساقدوش‌ها (۲۰۱۱)
- هاپ (۲۰۱۱)
- من شماره چهار هستم (۲۰۱۱)
- پارانورمن (۲۰۱۲)
- ماشین‌های هیولا (۲۰۱۶)